# Alan Brennert
Alan Brennert (n. 30 mai 1954, Englewood⁠(d), New Jersey, SUA) este un scriitor, scenarist și producător de televiziune american. Brennert locuiește în California de Sud⁠(d) începând din 1973 și a absolvit studii de scenaristică la University of California, Los Angeles.

## Carieră

### Televiziune
Activitatea lui Alan Brennert în domeniul televiziunii a început în anul 1978, atunci când a scris scenariile mai multor episoade ale serialului Wonder Woman. A fost consultant scenaristic al serialului NBC Buck Rogers in the 25th Century și a scris scenariile a șapte episoade ale acelui serial. A câștigat un premiu Emmy ca producător și scenarist pentru serialul L.A. Law⁠(d) în 1991. El este bine cunoscut în rândul fanilor producțiilor de televiziune științifico-fantastice și fantasy ca scenarist al unor episoade ale seriilor noi ale serialelor Zona crepusculară și La limita imposibilului. Unul dintre episoadele sale cele mai apreciate ale serialului Zona crepusculară a fost „Her Pilgrim Soul⁠(d)”, care a fost adaptată ulterior ca piesă de teatru. Brennert a afirmat că scrierea scenariului episodului „Her Pilgrim Soul” a fost o experiență profund cathartică, care i-a permis să treacă peste moartea unei femei pe care a iubit-o. El a scris, de asemenea, scenariile a două episoade ale serialului de televiziune Zona crepusculară, inspirate de povestirile lui Harlan Ellison, care a afirmat mai târziu că Brennert a fost singurul scenarist căruia i-ar fi permis vreodată să-i adapteze operele literare. Începând din 2001, Brennert a scris scenariile unor episoade ale serialelor de televiziune Stargate Atlantis și Star Trek Enterprise sub numele de Michael Bryant.

### Proză
Brennert a scris, de asemenea, povestiri și romane. Prima sa povestire, „City of Masques”, a fost publicată în 1973. În 1975 a fost nominalizat la premiul John W. Campbell pentru cel mai bun scriitor debutant de literatură științifico-fantastică. A câștigat un premiu Nebula pentru cea mai bună povestire în 1991 și a avut povestiri incluse în antologiile The Year's Best Science Fiction editate de Gardner Dozois. Cartea Moloka'i (2003) este un roman istoric cu acțiunea petrecută la începutul anilor 1900 la Honolulu și în colonia de leproși Kalaupapa⁠(d) din Hawaii, făcută celebră de părintele Damien, de maica Marianne Cope⁠(d) și de Lawrence M. Judd⁠(d), personaje istorice care apar în roman. Această operă literară a avut parte de recenzii critice preponderent favorabile. Brennert a hotărât să scrie romanul Moloka'i după ce scenariul unui miniserial de patru ore scris pentru NBC nu a mai intrat în producție. Potrivit site-ului său, Brennert a vrut să „scrie ceva care să fie văzut de oameni”. Brennert a publicat în 2009 o carte intitulată Honolulu, un roman istoric care prezintă povestea unei mirese coreene din Hawai'i la începutul anilor 1900. Povestea relatată în Honolulu a apărut în urma cercetărilor lui Brennert pentru romanul Moloka'i.

### Cărți de benzi desenate
Prima activitate a lui Brennert în domeniul benzilor desenate a fost realizarea de interviuri cu A.E. van Vogt, Larry Niven și Theodore Sturgeon, care au fost publicate în revista de benzi desenate Unknown Worlds of Science Fiction⁠(d) a companiei Marvel Comics. Primele sale povești de benzi desenate au fost scenariile episoadelor Wonder Woman #231 (mai 1977) și #232 (iunie 1977), publicate de compania DC Comics, care au fost scrise în colaborare cu Martin Pasko⁠(d) . Brennert și Pasko au colaborat din nou la episodul Star Trek #12 (martie 1981) pentru Marvel. În aceeași lună, el și artistul Dick Giordano⁠(d) au creat povestea principală a lui Batman pentru ediția jubiliară Detective Comics #500. Această poveste, „To Kill a Legend”, a fost inclusă în colecția „Year’s Best Comics Stories” din 1981 a companiei DC Comics. Brennert a scris apoi scenariul a patru episoade ale serialului The Brave and the Bold, în care Batman a făcut echipă cu Creeper, Hawk și Dove, Robin of Earth Two și Catwoman. Editorul Dennis O'Neil⁠(d) l-a pus să scrie scenariul episodului Daredevil #192 (martie 1983), care a urmat episodului scenarizat de Frank Miller. Din cauza implicării tot mai puternice în cadrul serialelor de televiziune, Brennert nu a avut timp să scrie scenariile altpr povești de benzi desenate timp de câțiva ani. O poveste cu Deadman pentru revista Christmas with the Super-Heroes #2 (1989) a fost următoarea sa creație în domeniul benzilor desenate, fiind urmată de o poveste cu Black Canary pentru revista Secret Origins⁠(d) vol. 2 #50 (august 1990). El a scris povestea Batman: Holy Terror⁠(d), care a fost publicată în prima carte de benzi desenate a companiei DC Comics apărută sub sigla Elseworlds⁠(d). Ultima sa poveste de benzi desenate a fost o poveste de completare „Batman Black and White⁠(d)” pentru episodul Batman: Gotham Knights⁠(d) #10 (dec. 2000), desenată de José Luis García-López⁠(d).
În 2014, Brennert „a cerut drepturi de autor pentru personaj [Barbara Kean Gordon] și compensație pentru utilizarea lui” în serialul de televiziune Gotham, ca urmare a faptului că el a fost cel care a introdus personajul în episodul Detective Comics #500. DC Comics și compania-mamă Warner Bros. i-au respins cererea, susținând că personajul era un „derivat” al unui personaj DC deja existent.
Tales of the Batman: Alan Brennert, o colecție cartonată a creațiilor literare ale lui Brennert pentru revistele DC Comics, a fost publicată în 2016. Brennert a afirmat că „The Autobiography of Bruce Wayne” din revista The Brave and the Bold #197 (aprilie 1983) este favorita sa dintre povestirile apărute în paginile publicațiilor DC Comics.

## Scrieri

### Romane și volume de povestiri
- City of Masques (1978) ISBN: 978-0872164567
- Kindred Spirits (1984) ISBN: 978-0312872625
- Time and Chance (1990) ISBN: 978-0312931926
- Her Pilgrim Soul: And Other Stories (1990) ISBN: 978-0312851019
- Moloka'i (2001) ISBN: 978-1435291065
- Honolulu (2009) ISBN: 978-0312360405
- Palisades Park (2013) ISBN: 978-0312643720
- Daughter of Moloka'i (2019) ISBN: 9781250137661

### Cărți de benzi desenate

#### DC Comics
- Batman: Gotham Knights #10 („Batman Black and White”) (2000)
- Batman: Holy Terror (Elseworlds) (1991)
- The Brave and the Bold #178, 181–182, 197 (1981–1983)
- Christmas with the Super-Heroes #2 (Deadman) (1989)
- Detective Comics #500, 600 (1981–1989)
- Secret Origins vol. 2 #50 (Black Canary) (1990)
- Wonder Woman #231–232 (1977)

#### Marvel Comics
- Daredevil #192 (1983)
- Star Trek #12 (1981)
- Unknown Worlds of Science Fiction #4–5, Special #1 (text) (1975–1976)

### Scenarii pentru filme de televiziune
- Wonder Woman (1978–1979)
- Buck Rogers in the 25th Century (1979–1980)
- The Mississippi (1984)
- Simon &amp; Simon (1983–1985)
- Zona crepusculară (1985–1989)
- China Beach (1989)
- L.A. Law (1991–1992)
- La limita imposibilului (1995–1997, 2001)
- The Lake (1998)
- Odyssey 5 (2002)
- Stargate Atlantis (2005)

## Premii și nominalizări
| An   | Premiu         | Categorie                                    | Rezultat    | Operă                                                    | Note |
| ---- | -------------- | -------------------------------------------- | ----------- | -------------------------------------------------------- | --- |
| 1991 | Premiul Emmy   | Cel mai bun serial dramatic                  | Câștigat    | L.A. Law                                                 | Împreună cu coproducătorii Rick Wallace, David E. Kelley⁠(d), John Hill, Robert Breech, James C. Hart, Elodie Keene, Patricia Green, Alice West             |
| 1991 | Premiul Emmy   | Cel mai bun scenariu al unui serial dramatic | Nominalizat | Episodul „Mutinies On The Banzai” al serialului L.A. Law | Împreună cu coscenariștii Patricia Green și David E. Kelley                                                                                                |
| 1991 | Premiul Nebula | Cea mai bună povestire                       | Câștigat    | Ma Qui⁠(d)                                                | |
| 1992 | Premiul Emmy   | Cel mai bun serial dramatic                  | Nominalizat | L.A. Law                                                 | Împreună cu coproducătorii Rick Wallace⁠(d), Steven Bochco⁠(d), Patricia Green⁠(d), Carol Flint⁠(d), Elodie Keene⁠(d), James C. Hart, Robert Breech, Don Behrns |